# Hrvatska stranka prava
Hrvatska stranka prava je chorvatská je mimoparlamentní nacionalistická a neofašisická strana. Slovo „práva“ v názvu strany odkazuje na právní a morální důvody autonomie, nezávislosti a suverenity Chorvatska.

## Historie
Mezi zakladatele strany patřili dr. Ante Starčević a Eugen Kvaternik. Za počátek strany je považován tzv. rakovický sjezd (rakovički ustanak). Strana působila i v Království Jugoslávie (Království Srbů, Chorvatů a Slovinců) a mezi její představitele patřil také pozdější ustašovský vůdce dr. Ante Pavelić.
1. března 1919 byl v Zagrebu přijat Republikánský program HSP (Republikanski program” HSP-a). Po vyhlášení diktatury krále Aleksandra Karađorđeviće dne 6. ledna 1929 je zastavena činnost strany, ta přichází do ilegality a menší část jejich představitelů emigruje. Po konci 2. světové války a vyhlášení Federativní lidové republiky Jugoslávie působí strana v ilegalitě a také v exilu i po celou dobu existence SFRJ.
Roku 1990 byla strana obnovena za předsednictví Dobroslava Paragy (1990–1993), dr. Borise Kandary (1993–1996) a Anta Đapiće (1996–2009). 